# Георги Минчев (комунист)
Вижте пояснителната страница за други личности с името Георги Минчев.
Георги Иванов Минчев е деец на БКП. Участник в комунистическото съпротивително движение по време на Втората световна война.

## Биография
Георги Минчев е роден на 1 октомври 1907 г. в с. Медово. Член на РМС от 1927 г. и на БКП от 1929 г. От 1936 г. работи в структурите на БКП в Стара Загора. Същата година е арестуван след провал в организацията и хвърлен в затвора до януари 1941 г.
От юли 1941 г. е член на Централната военна комисия при ЦК на БРП (к). Арестуван вследствие на предателство. Осъден на смърт по ЗЗД на 23 юли 1942 г. по процеса  срещу ЦК на БРП (к) и разстрелян в същия ден, заедно с Антон Иванов, Никола Вапцаров, Атанас Романов, Антон Попов и Петър Богданов.